# Solemnija
Solemnija je pravo, kojeg su u Bizantskom carstvu dobivali samostani i crkve, na oslobođenje od poreza za dio ili cjelinu vlastitih imanja, a također i pravo na točno određeni iznos državnoga poreza što su ga plaćali seljaci s nekoga šire ili uže omeđenoga područja.